# Верховный суд Гвинеи-Бисау
Верхо́вный су́д Гвине́и-Биса́у (порт. Supremo Tribunal da Justica de Guiné-Bissau) — высший судебный орган в Республике Гвинея-Бисау. Он является последним местом обжалования для всех сторон в гражданских, уголовных или административных делах.
Верховный суд формирует единообразную судебную практику. Он может пересмотреть решение любого нижестоящего суда.